# قانون تسجيل الوكلاء الأجانب (فارا)
قانون تسجيل الوكلاء الأجانب (بالإنجليزية: Foreign Agents Registration Act)‏ المعروف إختصاراً بإسم (قانون فارا) هو قانون أمريكي يفرض التزامات الكشف العلني على الأشخاص الذين يمثلون المصالح الأجنبية. تم سن قانون في عام 1938 ويتطلب قانون تسجيل الوكلاء الأجانب من بعض وكلاء المديرين الأجانب الذين يشاركون في أنشطة سياسية أو أنشطة أخرى محددة بموجب القانون تقديم كشف علني دوري عن علاقتهم مع المدير الأجنبي، وكذلك الأنشطة والمقبوضات والمصروفات لدعم تلك الأنشطة. إن الكشف عن المعلومات المطلوبة يسهل تقييم الحكومة والشعب الأمريكي لأنشطة هؤلاء الأشخاص في ضوء وظيفتهم كعملاء أجانب.
تتم إدارة قانون تسجيل الوكلاء الأجانب وتنفيذه من قبل وحدة قانون تسجيل الوكلاء الأجانب التابعة لقسم مكافحة التجسس ومراقبة الصادرات في قسم الأمن القومي التابع لوزارة العدل.